# 芙兰草属
芙兰草属（学名：Fuirena）又名异花草属、毛瓣莎属、黑珠蒿屬，是莎草科莎草亚科芙兰草族下的唯一属，为矮小簇生草本植物。该属共有55种，分布于全球温暖地区。
属名Fuirena为纪念丹麦植物学家George Fuin而命名。
部分常见植物有：
- 毛芙兰草 Fuirena ciliaris
- 黔芙兰草 Fuirena rhizomatifera
- 芙兰草 Fuirena umbellata

## 形态特征
芙兰草属为一年生或多年生草本植物。植株通常被毛，秆呈丛生或近丛生状态。其叶片为条形，具有膜质叶舌。
芙兰草属的花序为简单或复出的聚伞花序，既顶生又侧生，常组成狭窄的圆锥花序。小穗簇生，内含少数至多数两性花，鳞片螺旋状排列。雄蕊通常为3枚，柱头也为3枚。其下位刚毛3至6条，两轮排列，其中内轮的3枚常演化成多种形式，可能为花瓣状、膜质或肉质。果实为三棱形小坚果，并且具柄。